# Giacomo Quarenghi
Giacomo Quarenghi [ˈdʒaːkomo kwaˈreŋɡi] (ur. 20 września 1744 w Rota d’Imagna w prowincji Bergamo, zm. 18 lutego/2 marca 1817 w Petersburgu) – włoski architekt i malarz, tworzący w Rosji.
Pochodził z arystokratycznej rodziny lombardzkiej. Studiował malarstwo w Rzymie, m.in. u Antona Rafaela Mengsa. Następnie studiował architekturę. Do jego pierwszych prac w latach siedemdziesiątych XVIII w. zalicza się przebudowę wnętrza kościoła Św. Scholastyki w Subiaco w stylu palladiańskiego klasycyzmu. Działał też w Monako i w Wiedniu.
W roku 1779 przeniósł się Quarenghi do Rosji, gdzie wzniósł (obecnie nieistniejący) pałac Katarzyny II nad rzeką Jauzą. Przypisuje się mu też budowę przy Placu Czerwonym w Moskwie obiektu, na miejscu którego wzniesiono potem GUM.
W roku 1781 przeniósł się Quarenghi do Petersburga. Na zlecenie Katarzyny II wzniósł nieistniejący już Pałac Angielski, Teatr Ermitażu, budynek Akademii Nauk, Pałac Aleksandryjski w Carskim Siole oraz skrzydło boczne pałacu Katarzyny II.
Za panowania Pawła I i Aleksandra I zbudował Instytut Smolny i maneż Gwardii Konnej. Dobudował rzymskokatolicką kaplicę, nazwaną maltańską, do dawnego pałacu Woroncowa w Petersburgu w związku z przekazaniem go Zakonowi Maltańskiemu.
Według projektów Quarenghiego powstały pałace w miastach prowincjonalnych, jak w Kursku, Surażu, Irkucku i Woroneżu oraz w Mežotne na Łotwie.
W roku 1811 Quarenghi po raz ostatni odwiedził Bergamo, gdzie zgotowano mu triumfalne powitanie. W rok później powrócił do Rosji. W związku z wyprawą Napoleona na Rosję Włochom w rosyjskiej służbie nakazano niezwłoczny powrót do kraju. Quarenghi odmówił wykonania polecenia i został skazany zaocznie na karę śmierci i konfiskatę mienia.
W ostatnich latach życia zaprojektował drewniany łuk triumfalny dla uczczenia zwycięstwa nad Napoleonem. Był członkiem honorowym petersburskiej Akademii Sztuk Pięknych. Jako malarz sporządził wiele akwarel z widokami Moskwy i Petersburga.

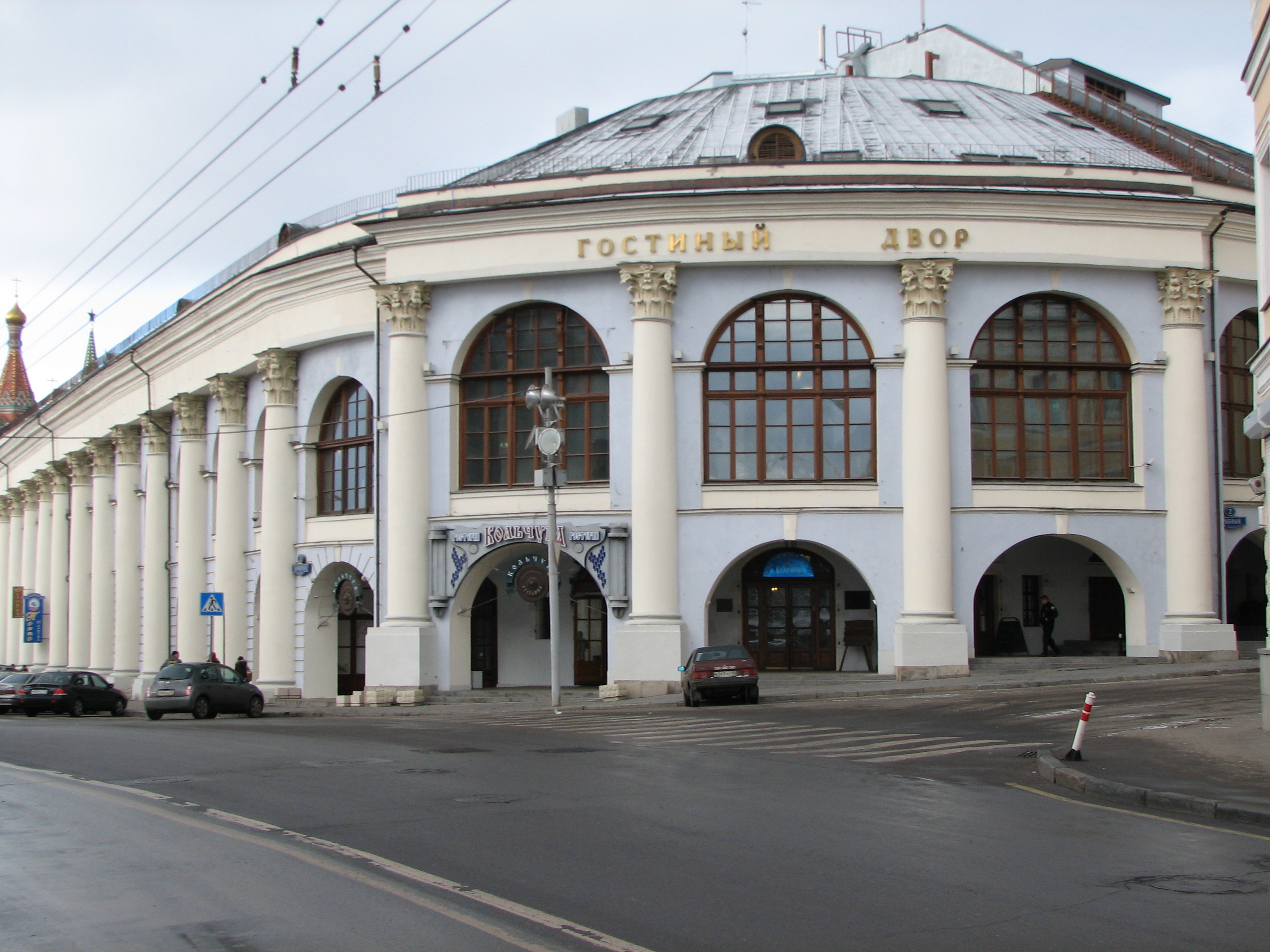
Gościnny Dwór w Moskwie
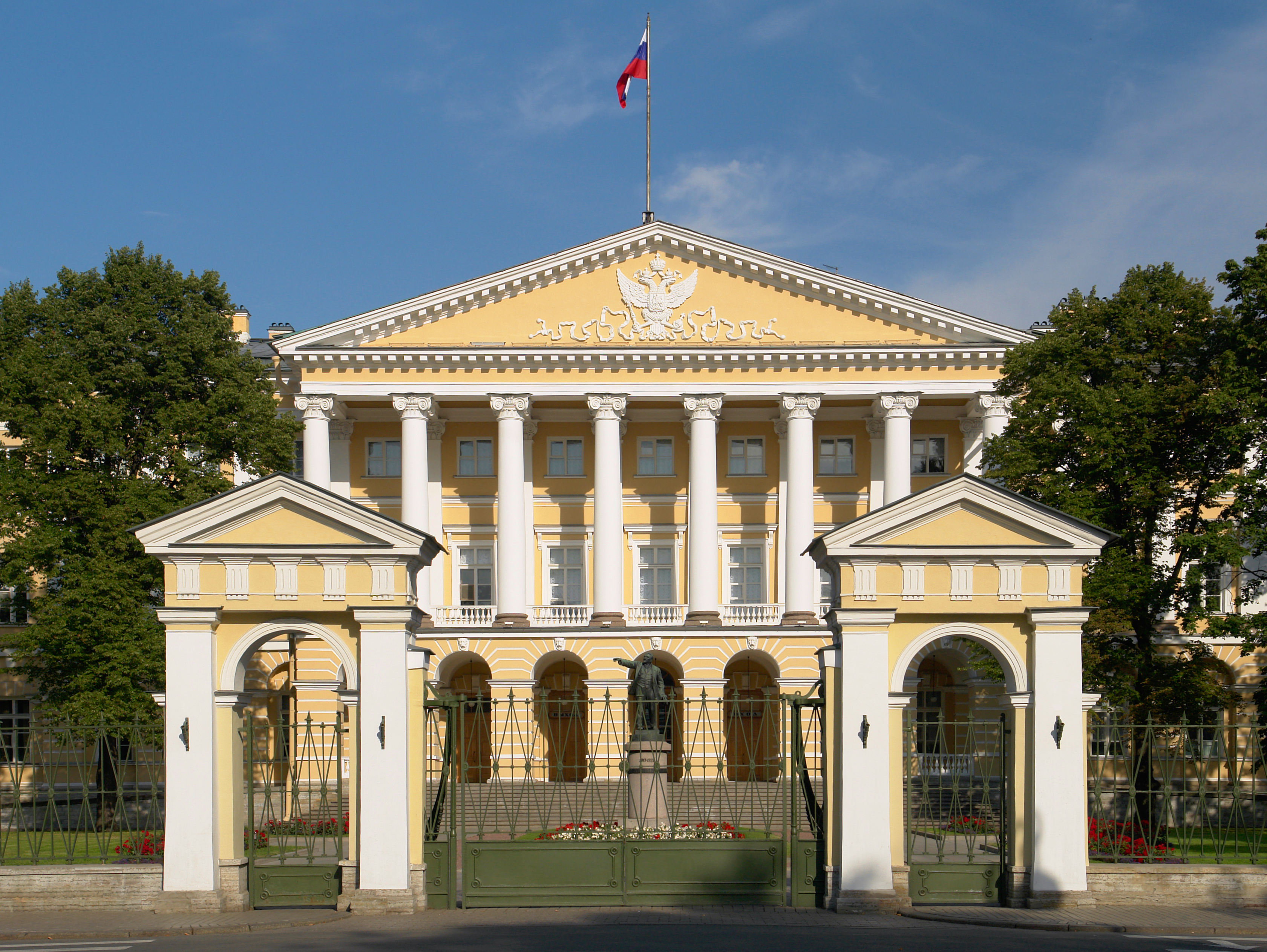
Instytut Smolny
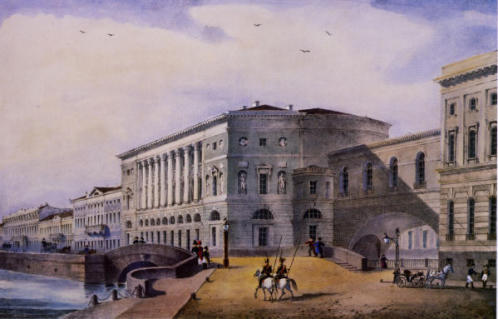
Teatr Ermitażu
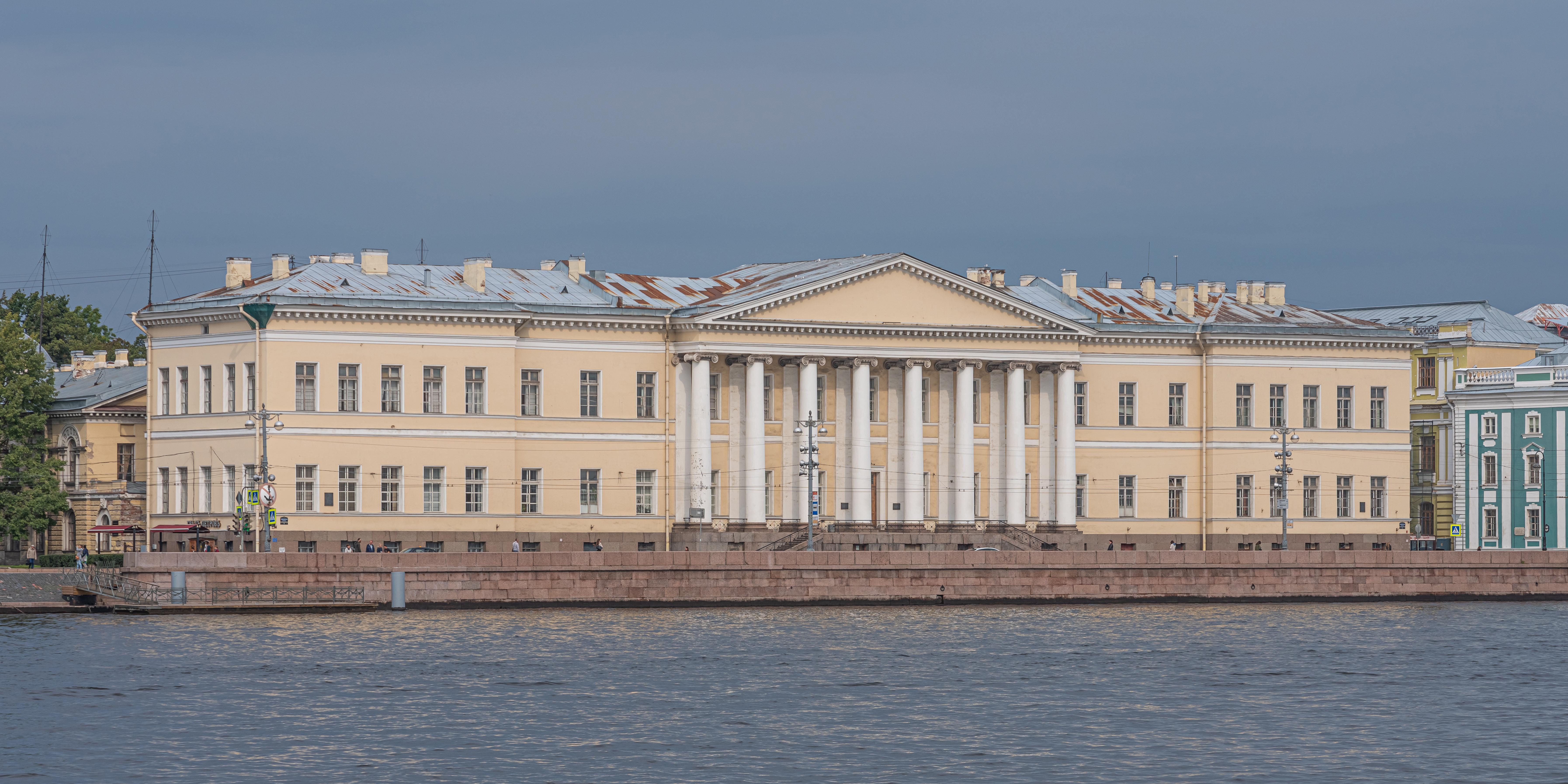
Budynek Akademii Nauk
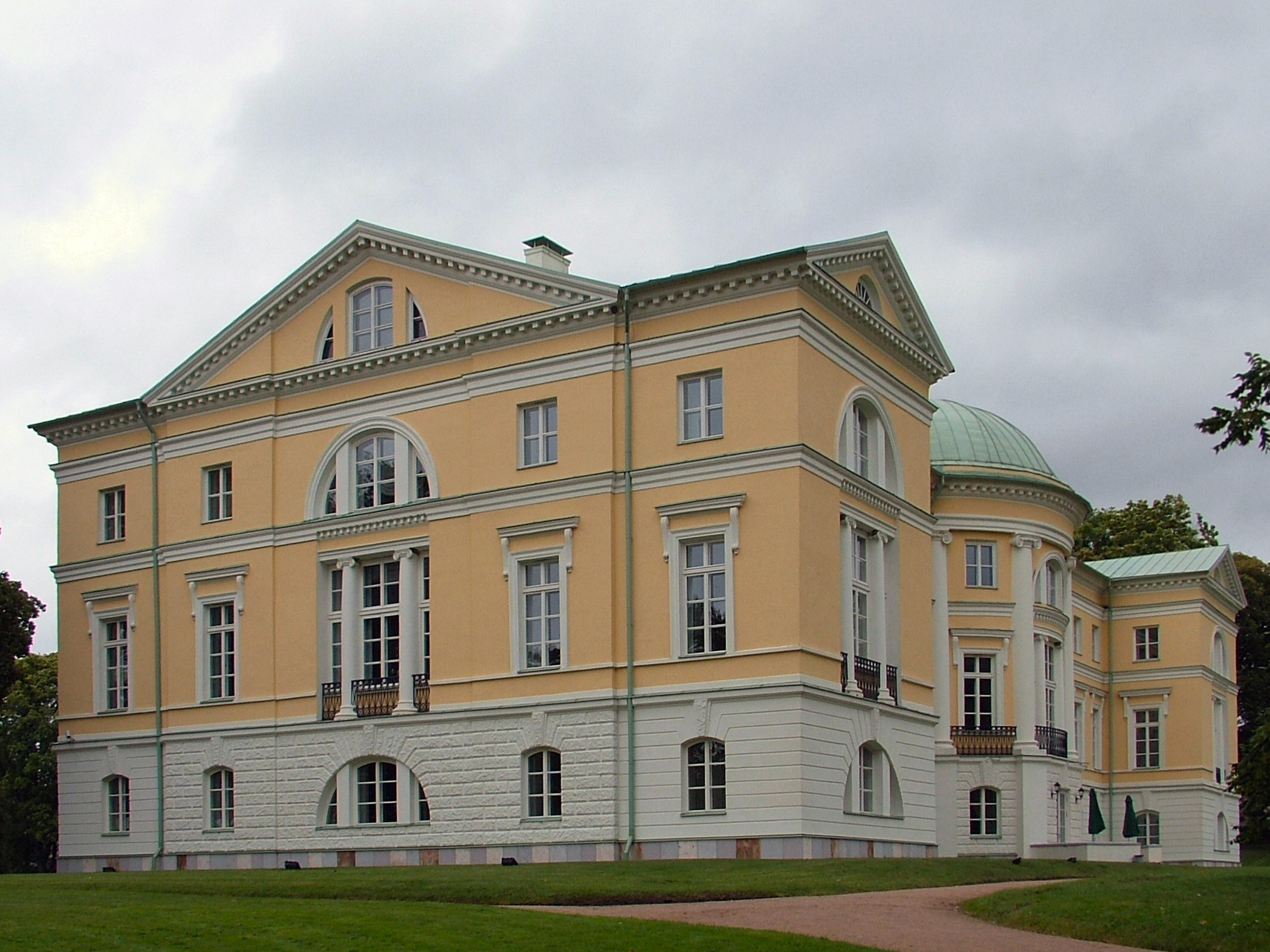
Pałac w Mežotne na Łotwie
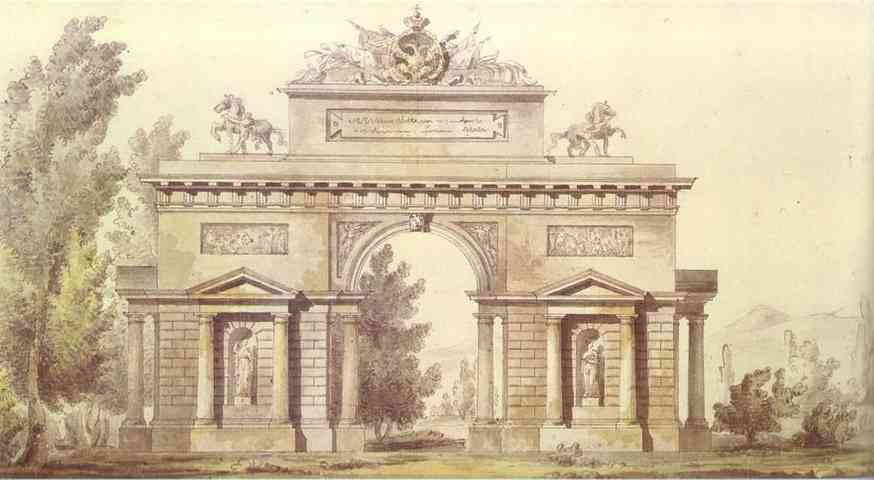
Projekt łuku triumfalnego